# チャールズ・メイナード (初代メイナード子爵)
初代メイナード子爵チャールズ・メイナード（英語: Charles Maynard, 1st Viscount Maynard、1690年頃 – 1775年6月30日）は、イギリスの貴族。

## 生涯
第3代メイナード男爵バナスター・メイナードとエリザベス・グレイ（Elizabeth Grey、1714年3月24日没、第10代ケント伯爵ヘンリー・グレイの娘）の息子として、1690年頃に生まれた。1707年12月にケンブリッジ大学クライスツ・カレッジに入学、1711年にM.A.の学位を修得した。
1745年4月27日に兄グレイが死去すると、メイナード男爵の爵位を継承、1749年1月28日にグレートブリテン貴族院議員に就任した。1763年から1769年までサフォーク統監を務めた。
1766年10月28日、グレートブリテン貴族であるエセックス州におけるマッチ・イーストンのメイナード男爵とイーストン・ロッジのメイナード子爵に叙された。子供がおらず、男性の近親者もいなかったため、これらの爵位には特別残余権（special remainder）が指定されており、初代メイナード子爵の男系子孫が絶えた場合、曽祖父ウィリアムの弟チャールズの曽孫にあたる第4代準男爵サー・ウィリアム・メイナードが爵位を継承できるとされた。
1775年6月30日に生涯未婚のまま死去、リトル・イーストンで埋葬された。これにより、（イーストン・パーヴァの）準男爵、イングランド貴族におけるメイナード男爵とアイルランド貴族におけるメイナード男爵は断絶したが、グレートブリテン貴族におけるメイナード子爵とメイナード男爵は第4代準男爵サー・ウィリアム・メイナードの息子チャールズが継承した。